# Strontoiller

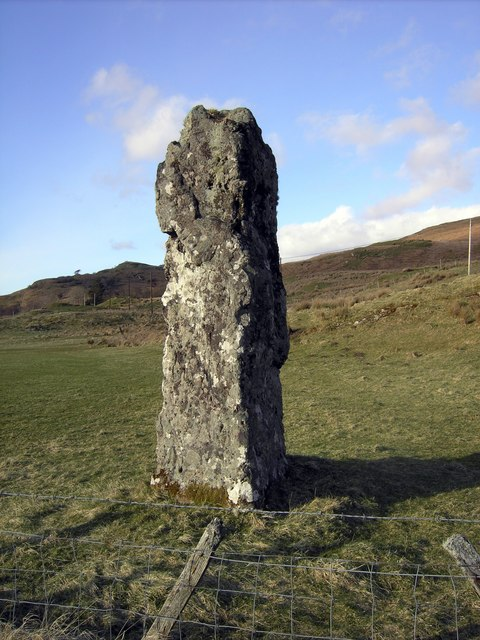
Menhir Diarmaid’s Pillar

Der Steinhügel, der Steinkreis und der Menhir (englisch Standing Stone) von Strontoiller befinden sich östlich von Oban und nördlich der Nebenstraße, die Oban und Taynuilt verbindet, im Glen Lonan, in Argyll and Bute in Schottland. Sie liegen 450 m südlich der Strontoiller Farm neben einem Viehgitter.

## Beschreibung
Der eindrucksvolle Standing Stone ist eine Säule von 3,8 m Höhe. Er trägt die Namen „Clach na Carraig“ und „Diarmaid’s Pillar“, letzteren nach Diarmuid, einer Figur der irischen Mythologie, die in der Region bei der Eberjagd gestorben sein soll; die meisten Varianten der Erzählung verorten Diarmuids Tod allerdings beim irischen Ben Bulben.
Der unmittelbar benachbarte kleine bronzezeitliche Steinhügel, der als Grab der Sagengestalt Diarmuid bezeichnet wird, hat etwa 4,5 m Durchmesser und ist mit ursprünglich 15, heute noch 12, bis zu 1,3 m hohen unregelmäßigen Randsteinen aus Granit gefasst. Der Hügel enthielt kleine Ablagerungen von Leichenbrand. An der Basis der Randsteine fanden sich Streuungen von weißen Quarzkieselsteinen, die Teil der zum Bau des Denkmals gehörigen Rituale waren.
Etwa 180 m nördlich liegt der aus 31 Steinen bestehende einzige bekannte Steinkreis am Firth of Lorn. Seine Nordosthälfte liegt im Sumpfgebiet, der Rest am Rande eines Ackers. Der Kreis hat etwa 20,0 m Durchmesser und besteht aus runden Felsbrocken unterschiedlicher Größe, von denen der größte nicht mehr als 1,0 Meter hoch ist. Außerhalb des Kreises befinden sich vier weitere Steine, die wahrscheinlich verschoben wurden. Das Innere des Kreises ist ohne Merkmale.